# Tipula (Pterelachisus) nudicellula
Tipula (Pterelachisus) nudicellula is een tweevleugelige uit de familie langpootmuggen (Tipulidae). De soort komt voor in het Palearctisch gebied.